# 620 Batalion Wschodni
620 Batalion Wschodni (niem Ost-Bataillon 620, ros. 620-й восточный батальон) – kolaboracyjny oddział wojskowy Wehrmachtu złożony z Rosjan podczas II wojny światowej

## Historia
Oddział został sformowany w 1942 roku w Kromach jako batalion Straży Ludowej. W listopadzie tego roku przemiano go na 620 Batalion Wschodni. Miał cztery kompanie: trzy strzeleckie i jeden karabinów maszynowych. Brał udział w działaniach antypartyzanckich. Pod koniec 1943 r. przeniesiono go do okupowanych Włoszech, gdzie podporządkowany został 10 Armii. W sierpniu tego roku jako II Batalion wszedł w skład 274 Pułku Grenadierów 94 Dywizji Piechoty. Pod koniec 1944 r. stał się ponownie samodzielnym oddziałem wojskowym z przemianowaniem na Russisches Bataillon 620. Był podporządkowany 14 Armii.